# SimHealth
SimHealth, pubblicato dalla Maxis nel 1994, è un videogioco di simulazione del Sistema sanitario degli Stati Uniti d'America, prodotto grazie all'assistenza della Markle Foundation. Ne esiste solo una versione per MS-DOS. Il gioco è stato distribuito nel periodo dei dibattiti al riguardo della riforma della sanità ideata da Bill Clinton.
È una simulazione molto complessa.
La somiglianza più visibile con il resto della serie Sim è l'interfaccia utente, molto simile a quella di SimCity 2000.